# 明啓
明啓（めいけい）は、中国の大理国の段素廉の時代に使用された元号。
1010年 - 1022年。

## 概要
明啓という表記以外に胡氏の『野史』では啓明、李兆洛の『紀元編』では啓明または啓明天聖という表記が記されている。ここでは鳳儀国師府『董氏石刻家譜』に「明啓帝」とされていることから明啓を採用した。

## 西暦との対照表
| 明啓 | 元年   | 2年    | 3年    | 4年    | 5年    | 6年    | 7年    | 8年    | 9年    | 10年   |
| 西暦 | 1010年 | 1011年 | 1012年 | 1013年 | 1014年 | 1015年 | 1016年 | 1017年 | 1018年 | 1019年 |
| 干支 | 庚戌   | 辛亥   | 壬子   | 癸丑   | 甲寅   | 乙卯   | 丙辰   | 丁巳   | 戊午   | 己未   |
| 明政 | 11年   | 12年   | 13年   |        |        |        |        |        |        |        |
| 西暦 | 1020年 | 1021年 | 1022年 |        |        |        |        |        |        |        |
| 干支 | 庚申   | 辛酉   | 壬戌   |        |        |        |        |        |        |        |